# Acadèmia Mundial de les Ciències
L'Acadèmia Mundial de les Ciències o (The World Academy of Sciences o TWAS), fins a l'any 2004 anomenada Acadèmia de Ciències del Tercer Món (Third World Academy of Sciences), és una acadèmia de les ciències basada en el mèrit que reuneix 1.000 científics d'uns 70 països. El seu principal objectiu és promoure la capacitat científica i l'excel·lència en el desenvolupament sostenible al sud del planeta. La seva seu es troba en els edificis d'Abdus Salam International Centre for Theoretical Physics (ICTP), a Trieste, Itàlia.
TWAS va ser fundada el 1983 sota el lideratge del premi Nobel Abdus Salam de Pakistan per un grup de científics destacats que estaven determinats a realitzar alguna cosa pel que fa al baix nivell de recerca científica en els països en desenvolupament.
- La manca crònica de fons per a la recerca sovint obliga els científics en els països en desenvolupament en aïllament intel·lectual, posant en perill les seves carreres, les seves institucions i, en última instància, les seves nacions.
- Els científics en els països en desenvolupament tendeixen a ser mal pagats i a guanyar poc respecte per la seva feina perquè el paper que la investigació científica pot exercir en els esforços de desenvolupament es subestima. Això al seu torn condueix a la fuga de cervells a favor del Nord que empobreix encara més al Sud.
- Les institucions de recerca i universitats en el Sud no tenen fons, el que obliga els científics a treballar en condicions difícils i sovint amb equipaments antics.

Els membres fundadors de la TWAS per l'anterior van decidir crear una organització que ajudés a:
1. Reconèixer, donar suport i promoure l'excel·lència en la investigació científica en el Sud.
2. Proveir als científics prometedors al sud, amb instal·lacions de recerca necessàries per al desenvolupament del seu treball.
3. Facilitar el contacte entre científics individuals i institucions en el Sud.
4. Promoure la cooperació Nord-Sud entre individus i centres d'estudis.
5. Promoure la investigació científica en els principals problemes dels països en desenvolupament.

Des de la seva creació, les despeses operatives de la TWAS han estat en gran part coberts per les generoses contribucions del govern italià, des de 1991. La UNESCO ha estat responsable de l'administració de les finances i el personal de la TWAS sobre la base d'un acord signat pel director general de la UNESCO i el president de la TWAS.

## Membres fundadors
Els membres fundadors de l'any 1983 van ser:
- Hua Luogeng (1910–1985), Xina
- Nil Ratan Dhar (1892–1987), Índia
- Luis F. Leloir (1906–1987), Argentina
- Benjamin Peary Pal (1906–1989), Índia
- Ignacio Bernal (1910–1992), Mèxic
- Gerardo Reichel-Dolmatoff (1912–1994), Colòmbia
- Emilio Rosenblueth (1926–1994), Mèxic
- Salimuzzaman Siddiqui (1897–1994), Pakistan
- Abdus Salam (1926–1996), Pakistan
- Carlos Chagas Filho (1910–2000), Brasil
- Johanna Döbereiner (1924–2000), Brasil
- Gopalasamudram Narayana Ramachandran (1922–2001), Índia
- Thomas Risley Odhiambo (1931–2003), Kenya
- Marcel Roche (1920–2003), Veneçuela
- Sivaramakrishna Chandrasekhar (1930–2004), Índia
- Thomas Adeoye Lambo (1923–2004), Nigèria
- Autar Singh Paintal (1925–2004), Índia